# Президент Украины
Президент Украины (укр. Президент України) — глава украинского государства. Избирается гражданами Украины на прямых выборах сроком на 5 лет. Действующий президент Украины — Владимир Зеленский.

## Конституционный статус Президента Украины
Согласно статье 102 Конституции Украины, Президент Украины является Главой государства и выступает от его имени, является гарантом государственного суверенитета, территориальной целостности Украины, соблюдения Конституции Украины, прав и свобод человека и гражданина.
Президент Украины не может иметь какого-либо иного представительского мандата, занимать должность в органах государственной власти или в объединениях граждан, а также заниматься иной оплачиваемой либо предпринимательской деятельностью или входить в состав руководящего органа или наблюдательного совета предприятия, что имеет целью получение прибыли.
Президент Украины пользуется правом неприкосновенности на время исполнения полномочий. За посягательство на честь и достоинство президента Украины виновные лица привлекаются к ответственности на основании закона. Звание президента Украины охраняется законом и сохраняется за ним пожизненно, если только президент Украины не был смещён с поста в порядке импичмента.
Президент Украины имеет свои отличительные символы.

## Порядок избрания и вступления в должность
В соответствии со статьёй 103 Конституции Украины, президент Украины избирается гражданами Украины на основе всеобщего, равного и прямого избирательного права путём тайного голосования сроком на пять лет. Президентом Украины может быть избран гражданин Украины, достигший 35 лет, имеющий право голоса, проживающий на Украине в течение 10 последних перед днём выборов лет и владеющий государственным языком. Одно и то же лицо не может быть избрано президентом Украины более чем на два срока подряд.
Очередные выборы президента Украины проводятся в последнее воскресенье марта пятого года полномочий президента Украины. В случае досрочного прекращения полномочий президента Украины выборы президента Украины проводятся в период девяноста дней со дня прекращения полномочий. Порядок проведения выборов президента Украины устанавливается законом.
В соответствии со статьёй 104 Конституции Украины, новоизбранный президент Украины вступает в должность не позднее, чем через 30 дней после официального оглашения результатов выборов, с момента принесения присяги народу Украины на торжественном заседании Верховной рады Украины. Приведение новоизбранного президента Украины к присяге осуществляет председатель Конституционного суда Украины. В случае, если новый президент был избран в ходе внеочередных выборов, его вступление в должность происходит в пятидневный срок с момента официального оглашения результатов выборов.

## Присяга президента Украины
Я, (имя и фамилия), по воле народа избранный Президентом Украины, вступая на этот высокий пост, торжественно присягаю на верность Украине. Обязуюсь всеми своими делами отстаивать суверенитет и независимость Украины, заботиться о благе Отчизны и благосостоянии украинского народа, отстаивать права и свободы граждан, соблюдать Конституцию Украины и законы Украины, исполнять свои обязанности в интересах всех соотечественников, повышать авторитет Украины в мире. Оригинальный текст (укр.)Я, (ім’я та прізвище), волею народу обраний Президентом України, заступаючи на цей високий пост, урочисто присягаю на вірність Україні. Зобов'язуюсь усіма своїми справами боронити суверенітет і незалежність України, дбати про благо Вітчизни і добробут українського народу, обстоювати права і свободи громадян, додержуватися Конституції України і законів України, виконувати свої обов’язки в інтересах усіх співвітчизників, підносити авторитет України у світі.

## Конституционные полномочия президента Украины
Будучи главой государства и гарантом государственного суверенитета, президент Украины обладает достаточно широкими полномочиями, прежде всего, в области национальной безопасности и обороны, гарантирования соблюдения Конституции, прав и свобод человека и гражданина, руководства внешнеполитической деятельностью государства. Обязанностью президента является гарантирование государственной независимости, национальной безопасности и правопреемственности государства. Полномочия президента по отношению к исполнительной ветви власти, в частности, Кабинету министров Украины, были значительно ограничены после принятия поправок к Конституции Украины в декабре 2004 года.
На основе и во исполнение Конституции и законов Украины президент издаёт указы и распоряжения, являющиеся обязательными к исполнению на территории Украины. Обеспечение исполнения указов и распоряжений президента является конституционной обязанностью Кабинета министров. В некоторых случаях Конституция устанавливает, что акты президента Украины должны скрепляться также подписью премьер-министра Украины и министра, берущего на себя ответственность за исполнение соответствующего акта главы государства (так называемая процедура контрассигнации).
В пределах средств, предусмотренных в государственном бюджете Украины, президент Украины может создавать для осуществления своих полномочий консультативные, совещательные и иные вспомогательные органы и службы (таким органом является, например, Администрация президента Украины).
Конституция Украины даёт исчерпывающий перечень президентских полномочий, порядок осуществления которых может уточняться принятием отдельных законов. На основании Конституции и законодательства президент Украины осуществляет следующие полномочия:
В области национальной безопасности и обороны
- Президент Украины по должности является Верховным главнокомандующим Вооружёнными силами Украины;
- назначает на должности и освобождает от должностей высшее командование Вооружённых сил Украины, иных воинских формирований; присваивает высшие воинские звания;
- вносит в Верховную Раду Украины представления о назначении на должность и освобождении от должности министра обороны Украины;
- возглавляет и формирует персональный состав Совета национальной безопасности и обороны Украины (специальный координационный орган при президенте Украины, в задачи которого входят координация и контроль деятельности органов исполнительной власти в сфере национальной безопасности и обороны). Решения Совета национальной безопасности и обороны вводятся в действие указами президента;
- вносит в Верховную Раду Украины представления о назначении на должность и освобождении от должности председателя Службы безопасности Украины (согласно действующей редакции закона «О Службе безопасности Украины», данный орган подчиняется президенту Украины, который, в частности, определяет её организационную структуру, осуществляет контроль за её деятельностью, назначает и увольняет заместителей председателя Службы безопасности, а также начальников органов и подразделений Службы безопасности по представлению её председателя);
- согласно действующей редакции закона «Об основах национальной безопасности Украины», глава государства разрабатывает и утверждает Стратегию национальной безопасности Украины и Военную доктрину Украины, которые являются обязательными для выполнения документами;
- вносит в Верховную Раду Украины представление об объявлении состояния войны и в случае вооружённой агрессии против Украины принимает решение об использовании Вооружённых сил Украины и других образованных в соответствии с законами Украины воинских формирований;
- принимает в соответствии с законом решение о всеобщей или частичной мобилизации и введении военного положения на Украине либо в отдельных её местностях в случае угрозы нападения, опасности для государственной независимости Украины;
- принимает в случае необходимости решение о введении на Украине либо в отдельных её местностях чрезвычайного положения, а также объявляет в случае необходимости отдельные местности Украины зонами чрезвычайной экологической ситуации[4] — с последующим утверждением этих решений Верховной Радой Украины;

В области внешнеполитической деятельности
- представляет государство в международных отношениях, осуществляет руководство внешнеполитической деятельностью государства, ведёт переговоры и заключает международные договоры Украины;
- вносит в Верховную Раду Украины представления о назначении на должность и освобождении от должности министра иностранных дел Украины;
- назначает и отзывает глав дипломатических представительств Украины в других государствах и при международных организациях[4] и присваивает дипломатические ранги; принимает верительные и отзывные грамоты дипломатических представителей иностранных государств;
- принимает решения о признании иностранных государств;

По отношению к Кабинету министров Украины и местным государственным администрациям
- вносит по предложению коалиции депутатских фракций в Верховной Раде Украины, сформированной в соответствии со статьёй 83 Конституции Украины, представление о назначении Верховной Радой Украины премьер-министра Украины в срок не позднее, чем на пятнадцатый день после получения такого предложения (кандидатура премьер-министра может быть отклонена главой государства лишь в том случае, если нарушены установленные Конституцией Украины и законодательством условия внесения кандидатуры, или же предложенная кандидатура не соответствует требованиям к члену Кабинета министров, установленным законодательством)[5];
- имеет право поставить перед Верховной Рады Украины вопрос об ответственности Кабинета министров Украины и принятии резолюции недоверия;
- может приостанавливать действие актов Кабинета министров Украины по мотивам несоответствия их Конституции с одновременным обращением в Конституционный Суд Украины;
- по представлению Кабинета министров назначает на должность и освобождает от должности председателей местных государственных администраций;
- принимает решение об отставке председателя местной государственной администрации в случае выражения недоверия областным или районным советом;
- имеет право отменять решения председателей местных государственных администраций, противоречащие Конституции и законам Украины, иным актам законодательства Украины;
- согласно действующей редакции закона «О Кабинете министров Украины», глава государства также имеет право принимать участие в заседаниях Кабинета министров и получать стенограмму его заседаний (которая является внутренним рабочим документом правительства и имеет конфиденциальный характер);

Организация работы Верховной Рады Украины
- назначает внеочередные выборы в Верховную Раду Украины в сроки, установленные Конституцией;
- досрочно прекращает полномочия Верховной Рады Украины в случаях, предусмотренных Конституцией (в Конституции перечислено три случая, в которых досрочный роспуск Верховной Рады возможен: если в течение одного месяца в Верховной Раде Украины не сформирована коалиция депутатских фракций в соответствии со статьёй 83 Конституции; если в течение шестидесяти дней после отставки Кабинета министров Украины не сформирован персональный состав Кабинета министров Украины; если в течение тридцати дней одной очередной сессии пленарные заседания не могут начаться). Решению президента о досрочном прекращении полномочий Верховной Рады Украины должны предшествовать консультации с Председателем Верховной Рады Украины, его заместителями и председателями депутатских фракций в Верховной Раде Украины;
- имеет право требовать созыва внеочередной сессии Верховной Рады;
- согласно регламенту Верховной Рады, президент Украины имеет право присутствовать на закрытом заседании парламента, а также право на гарантированное выступление;

Процесс принятия законов

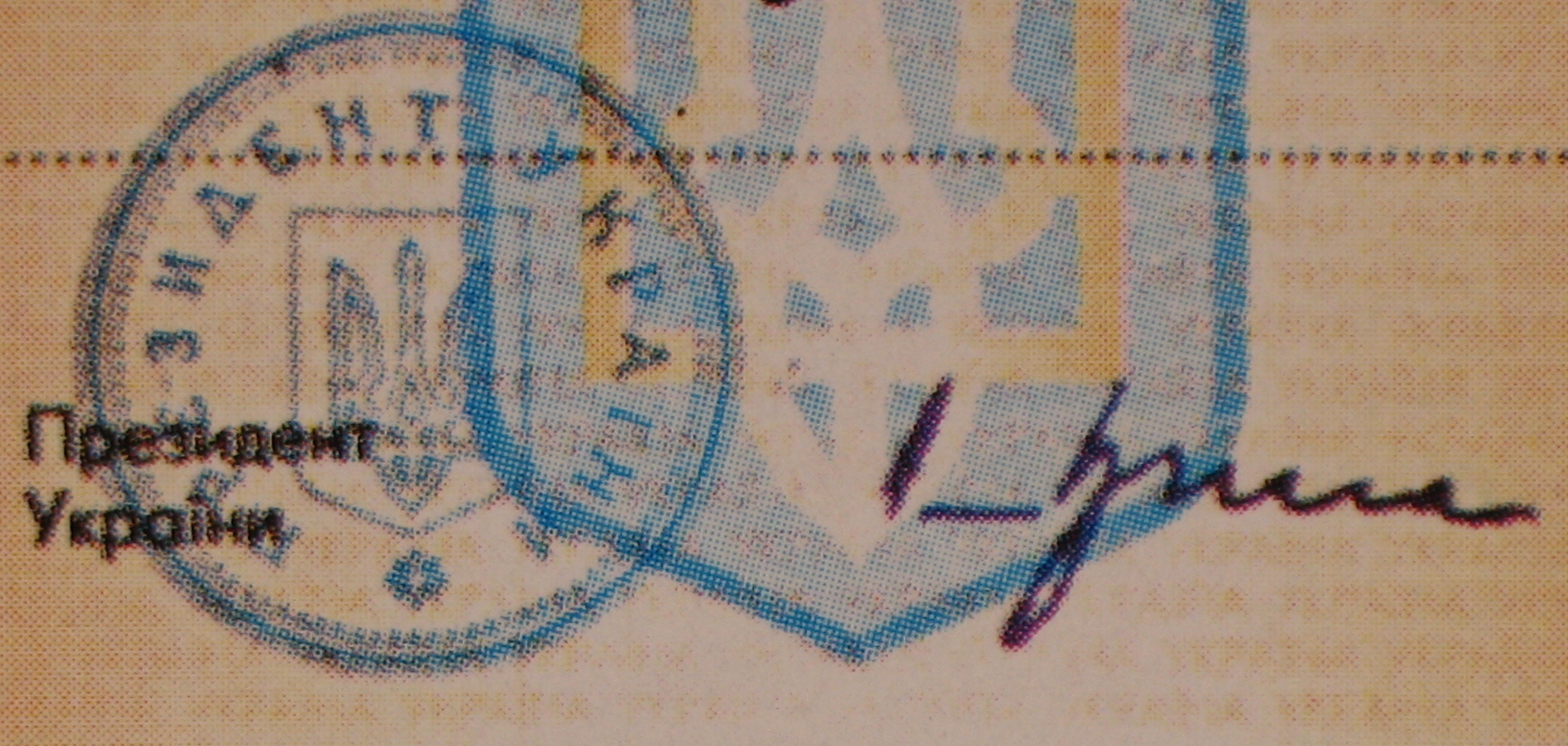
Малая печать президента Украины. 1999

- Президент Украины подписывает законы, принятые Верховной Радой Украины;
- имеет право вето в отношении принятых Верховной Радой Украины законов (кроме законов о внесении изменений в Конституцию Украины) с последующим возвращением их на повторное рассмотрение Верховной Рады Украины (вето президента может быть преодолено только путём повторного принятия закона большинством голосов не менее двух третей от конституционного состава Верховной Рады;
- имеет право законодательной инициативы (в том числе, по внесению изменений в Конституцию Украины);
- имеет право определять законопроекты как неотложные (такие законопроекты должны рассматриваться Верховной Радой Украины вне очереди);

Назначение и увольнение высших должностных лиц государства
- вносит в Верховную Раду Украины представления о назначении на должность и освобождении от должности Председателя Национального банка Украины, членов Центральной избирательной комиссии Украины (представляя кандидатуры на должности членов Центральной избирательной комиссии, глава государства должен учитывать предложения депутатских фракций и групп в текущем составе Верховной рады);
- назначает на должности и освобождает от должностей половину состава Совета Национального банка Украины;
- с согласия Верховной Рады Украины назначает на должность и освобождает от должности Генерального прокурора Украины;
- назначает на должности и освобождает от должностей половину состава Национального совета Украины по вопросам телевидения и радиовещания;

По отношению к судебной системе
- назначает на должности и освобождает от должностей треть состава Конституционного Суда Украины;
- создаёт суды в определённом законом порядке[4];
- имеет право обратиться в Конституционный Суд Украины для решения вопросов о конституционности законов и иных правовых актов Верховной Рады Украины, актов Кабинета министров Украины, действующих международных договоров Украины или тех международных договоров, которые вносятся в Верховную Раду Украины для дачи согласия на их обязательность, а также для официального толкования Конституции и законов Украины;

По отношению к органам власти Автономной Республики Крым
- согласовывает назначение на должность и освобождение от должности председателя Совета министров Автономной Республики Крым;
- имеет право отменять акты Совета министров Автономной Республики Крым;
- по мотивам несоответствия нормативно-правовых актов Верховной Рады Автономной Республики Крым Конституции Украины и законам Украины президент Украины может приостановить действие этих нормативно-правовых актов Верховной Рады Автономной Республики Крым с одновременным обращением в Конституционный Суд Украины;
- имеет Представительство президента Украины В Автономной Республике Крым, статус которого определяется законом Украины;

Другие полномочия
- обращается с посланиями к народу и с ежегодными и внеочередными посланиями к Верховной Раде Украины о внутреннем и внешнем положении Украины;
- назначает всеукраинский референдум в отношении изменений Конституции Украины в соответствии со статьёй 156 Конституции, провозглашает всеукраинский референдум по народной инициативе;
- принимает решение о принятии в гражданство Украины и прекращении гражданства Украины, о предоставлении убежища на Украине;
- осуществляет помилование;
- присваивает высшие специальные звания и классные чины;
- награждает государственными наградами; устанавливает президентские знаки отличия и награждает ими.

## Порядок прекращения полномочий
Президент Украины исполняет свои полномочия до момента вступления в должность новоизбранного президента Украины. Досрочное прекращение полномочий президента возможно в случаях:
- добровольной отставки (полномочия прекращаются с момента личного оглашения президентом заявления о своей отставке на заседании Верховной Рады);
- невозможности исполнять полномочия по состоянию здоровья;
- отстранения от должности в порядке импичмента;
- смерти.

Импичмент президента возможен в случае совершения государственной измены или иного преступления. В этом случае вопрос о смещении президента с поста в порядке импичмента инициируется большинством от конституционного состава Верховной Рады, после чего создаётся специальная комиссия, выводы которой рассматриваются на заседании Верховной рады. Обвинение выдвигается по итогам выводов комиссии большинством не менее, чем в две трети конституционного состава депутатов, а решение об импичменте — не менее чем тремя четвертями голосов от конституционного состава ВР — при наличии заключений Конституционного суда о соблюдении процедуры и Верховного суда о наличии в действиях президента вменяемых ему преступлений.
По мнению правоведа Кристиана Марксена, cмещение Виктора Януковича с поста президента Украины в 2014 году произошло по основанию «самоустранения от осуществления конституционных полномочий», не предусмотренному украинской конституцией, однако органы государственного управления, в частности руководство армии и полиции, заявили о своей поддержке нового правительства, а новая украинская власть получила международное признание. По мнению политолога Марии Поповой, Рада конституционно установила, что Янукович самоустранился. Профессор права, один из разработчиков Конституции Виктор Мусияка пишет, что Янукович должен был заявить о безусловном выполнении своих полномочий и хотя бы налагать вето на законы, принимаемые парламентом, для чего ему необходимо было оставаться на рабочем месте; кроме того, Янукович «самоустранился» от взятого на себя обязательства «восстановить попранный [в 2010 году Конституционным судом] конституционный строй» (не подписал закон о восстановлении действия Конституции 2004 года и тем самым «фактически дезавуировал свою подпись под соглашением [21 февраля] и сделал его юридически ничтожным»), парламент же, смещая Януковича, «оказался в состоянии „крайней необходимости“» и вынужден был «совершить действия, направленные на устранение опасности, угрожавшей правам и свободам граждан, суверенитету и территориальной целостности Украины, её экономической безопасности. Эту опасность при сложившихся обстоятельствах нельзя было устранить другими средствами». Доктор юридических наук, член рабочей группы по подготовке Конституции Украины (1996) А. П. Заяц пишет, что вопрос о подобного рода прекращении полномочий обсуждался в Конституционной комиссии Украины, но не был включён в Конституцию лишь потому, что её авторы исходили из того, что президент по своему статусу будет добросовестно исполнять свои обязанности, а потому отсутствие «самоустранения от исполнения должностных обязанностей» в перечне оснований для прекращения полномочий президента он полагает не правовым пробелом, а «квалифицированным умолчанием, основанным на обычном здравом смысле», и решение ВР о смещении Януковича, принятое в «экстренных обстоятельствах», он полагает правомерным и конституционным.

### Временное исполнение обязанностей президента Украины
Согласно действующей редакции Конституции Украины от 2004 года с последующими изменениями, в случае досрочного прекращения полномочий президента Украины исполнение обязанностей президента Украины возлагается на председателя Верховной Рады вплоть до избрания и вступления в должность новоизбранного главы государства. Председатель Верховной Рады в таком статусе не обладает всей полнотой президентской власти: в частности, он не имеет права в качестве главы государства обращаться с посланиями к народу или Верховной Раде о внутреннем и внешнем положении, назначать референдум или внеочередные выборы в Верховную Раду, равно как и досрочно распускать парламент, а также вносить представления о назначении министра обороны и министра иностранных дел, назначать или увольнять генерального прокурора, членов национального совета по вопросам телевидения и радиовещания, судей Конституционного суда Украины, присваивать высшие военные и дипломатические звания, награждать государственными наградами, осуществлять право помилования и создавать вспомогательные или консультативные органы при президенте Украины.

## Президенты Украины
Временная шкала

## История президентской власти на Украине

### Предыстория
Титулование «президент» использовалось с 1948 года руководителями правительства Украинской Народной Республики в изгнании. УНР была провозглашена во время Гражданской войны. После установления на Украине Советской власти правительство УНР выехало за границу, где продолжало функционировать до 1992 года как правительство в изгнании. До 1948 года глава правительства назывался председатель Директории УНР (Владимир Винниченко, Симон Петлюра, Андрей Ливицкий).
Президенты УНР в изгнании
- Андрей Ливицкий (1948—1954)
- Степан Витвицкий (1954—1965)
- Иван Багряный (1965—1967) — и. о. президента УНР в изгнании
- Николай Ливицкий (1967—1989)
- Николай Плавьюк (1989—1992)

Однако с 1920 года УНР уже не контролировала территорию Украины. В марте 1992 года была созвана чрезвычайная сессия Украинской национальной рады, на которой было решено прекратить деятельность эмиграционных институций УНР, определены содержание и форма исторического акта передачи полномочий Государственного центра УНР и правительства УНР власти независимой Украины. В августе того же года президент УНР Николай Плавьюк приехал в Киев и в Мариинском дворце передал государственные регалии УНР первому президенту Украины Леониду Кравчуку. Также Плавьюк вручил грамоту о том, что независимая Украина, провозглашённая 24 августа 1991 года, является правопреемницей Украинской Народной Республики.

### История

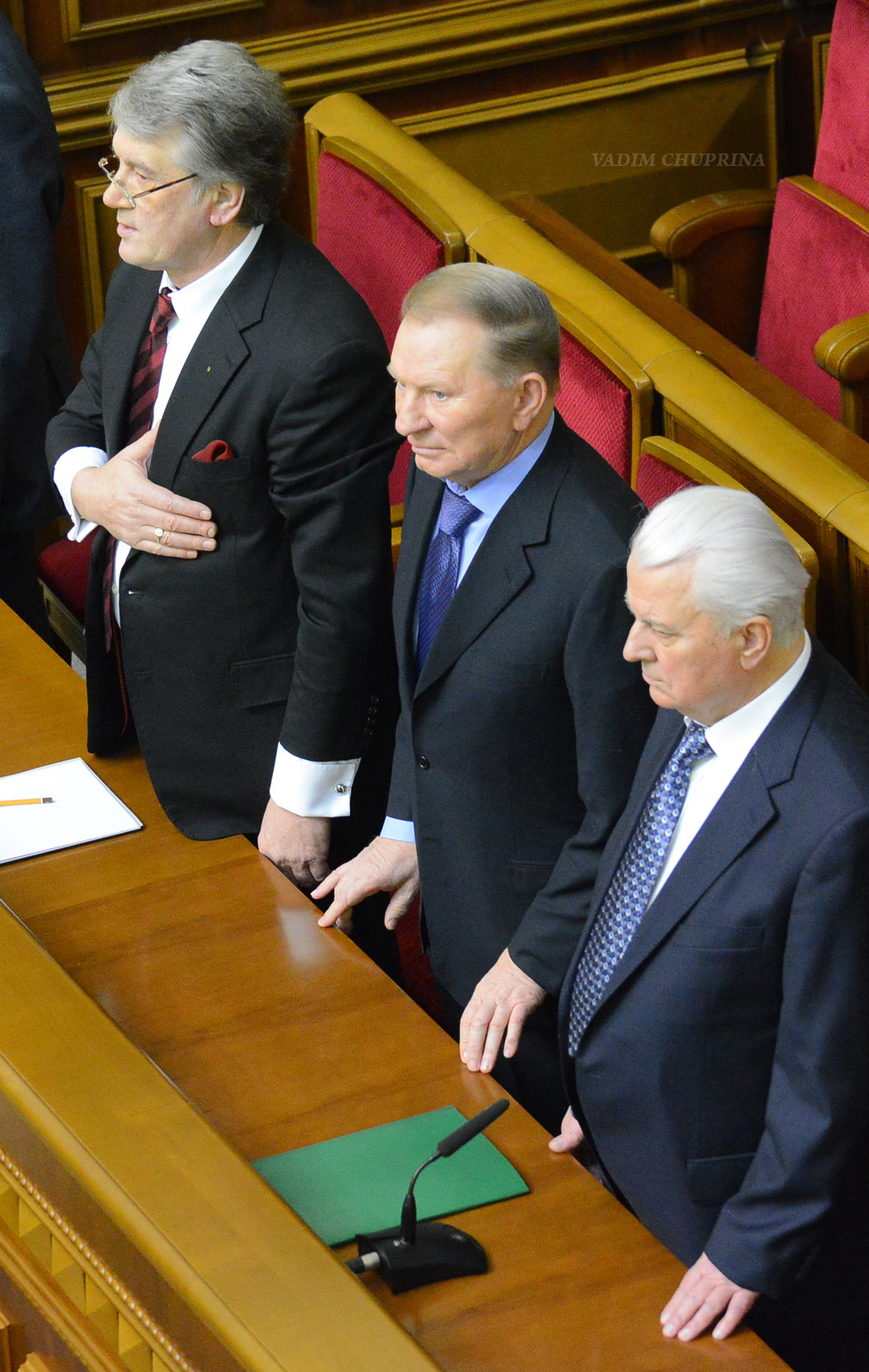
Президенты Украины В. Ющенко, Л. Кучма, Л. Кравчук (слева направо). 28 января 2014, Верховная рада Украины

5 июля 1991 года был принят закон об учреждении должности президента Украинской ССР, однако, уже 24 августа того же года Верховный Совет Украинской ССР провозгласил Украину независимым государством. История президентства современной независимой Украины начинается с 1 декабря 1991 года. На референдуме народ страны отдал свои голоса за подтверждение акта о провозглашении независимости Украины и избрал первого президента независимого украинского государства — Леонида Кравчука.
В результате достигнутых осенью 1993 года политических договорённостей в марте 1994 года прошли внеочередные выборы Верховной рады, а в конце июня (первый тур) — начале июля (второй тур) — внеочередные выборы президента Украины. Президентом был избран Леонид Кучма. В ноябре 1999 года Кучма был переизбран на второй срок.
На очередных выборах, состоявшихся осенью-зимой 2004 года, президентом Украины был избран Виктор Ющенко.
В 2010 году на выборах победил Виктор Янукович, который вступил в должность президента 25 февраля 2010 года.
21 февраля 2014 года в разгар острейшего политического кризиса президент Янукович подписал с оппозицией соглашение об урегулировании кризиса на Украине, предусматривавшее, в частности, немедленный (в течение двух суток) возврат к Конституции в редакции 2004 года, конституционную реформу и проведение досрочных президентских выборов не позднее декабря 2014 года. На следующий день вышло в эфир телеинтервью Януковича, в котором он заявил, что не собирается подавать в отставку и не собирается подписывать решения Верховной рады, которые он считает противозаконными, а происходящее в стране квалифицировал как «вандализм, бандитизм и государственный переворот». Через несколько часов Верховная рада приняла постановление «О самоустранении президента Украины от исполнения конституционных полномочий и назначении внеочередных выборов Президента Украины», которое гласило: «Полагая, что Президент Украины В. Янукович самоустранился от исполнения конституционных полномочий, что угрожает управляемости государством, территориальной целостности и суверенитету Украины, массовому нарушению прав и свобод граждан, исходя из обстоятельств крайней необходимости, выражая суверенную волю украинского народа, Верховная Рада Украины постановляет: 1. Установить, что Президент Украины В. Янукович неконституционным образом самоустранился от осуществления конституционных полномочий и является не исполняющим своих обязанностей <…>». Этим постановлением Верховная рада также назначила досрочные президентские выборы на 25 мая 2014 года.
23 февраля Верховная рада возложила обязанности президента Украины на председателя Верховной рады Александра Турчинова.

На выборах 2014 года победил Пётр Порошенко, который вступил в должность 7 июня того же года.
Согласно постановлению № 493 Кабинета министров Украины от 27 июля 2016 года размер заработной платы президента Украины составит 28 000 грн.
На очередных выборах 2019 года президентом был избран Владимир Зеленский, который вступил в должность 20 мая того же года.
10 мая 2022 года в возрасте 88 лет умер первый президент Украины Леонид Кравчук.

## Президенты независимой Украины (с 1991 года)
1. Леонид Кравчук (1991—1994)
2. Леонид Кучма (1994—2005)
3. Виктор Ющенко (2005—2010)
4. Виктор Янукович (2010—2014)
5. Александр Турчинов (и. о., 2014)
6. Пётр Порошенко (2014—2019)
7. Владимир Зеленский (с 2019)